# Walter Leopold Conrad Muenscher
Walter Leopold Conrad Muenscher (31 de mayo de 1891 – 1963 ) fue un agrónomo, botánico y algólogo estadounidense.
Muy joven se mudó su familia a Iowa.

## Algunas publicaciones

### Libros
- 1939.  Poisonous plants of the United States. Ed. Macmillan, N. York. xvii + 266 pp.
- ----. 1941. The flora of Whatcom county, state of Washington vascular plants. 134 + [5] pp.
- ----. 1944.  Aquatic plants of the United States. Ed. Comstock Pub. Co. Ithaca, N.Y. x + 374 pp.
- ----; LC Petry. 1946.  Keys to spring plants. Ed. Comstock, Ithaca, N.Y. 34 pp.
- ----. 1950.  Keys to woody plants. Ed. Comstock Pub. Co. Ithaca, N.Y. 108 pp.
- ----. 1952.  Weeds (Malezas). Ed. Macmillan, N. York. xvii + 579 pp.
- Muenscher, WLC; MA Rice. (il. en madera por Elfriede Abbe). 1978. Garden spice and wild pot-herbs, an American herbal. vii, 212 pp. ISBN 0-8014-9174-6

- La abreviatura «Muenscher» se emplea para indicar a Walter Leopold Conrad Muenscher como autoridad en la descripción y clasificación científica de los vegetales.[1]